# Tsebelda
Tsebelda (en georgiano: წებელდა; en abjasio: Ҵабал, romanizado: Tsabal; en armenio: Ծեբելդա, romanizado: Jebelda) es un pueblo que pertenece a la parcialmente reconocida República de Abjasia, parte del distrito de Gulripshi, aunque de iure pertenece al municipio de Gulripshi de la República Autónoma de Abjasia de Georgia.

## Geografía
Tsebelda se encuentra 22 km al noroeste de Gulripshi y el río Machara nace en el pueblo. Limita con Bagmarani en el oeste; Azhara en el este, y los pueblos de Merjeuli y Vladimirovka en el sur. Las aldeas de Ablujvara, Achandara, Aguishi, Arasara, Azanta, Guerguemishi, Kelasuri, Kirnati, Kvemo Apiancha, Kvemo Tskaro, Marani, Metelevka, Mramba, Mziseuli, Oktomberi, Tsiplovani y Zemo Tskaro están bajo la administración del pueblo. 
Aquí también se encuentra la Montaña-santuario Adagua, uno de los Siete altares de Abjasia.

## Historia
En la antigüedad se llamaba Tsibile o Tsebelda y era uno de los centros de la antigua tribu abjasia de los apsilios, de los que se dice que eran los antepasados de los abjasios de hoy. Después de ellos, una serie de monumentos arqueológicos que datan del siglo VI a. C. (permanecieron hasta el reinado del emperador bizantino Justiniano I) que se conoce como la cultura de Tsebelda. Sin embargo, esta cultura desapareció en el siglo VIII, probablemente debido a las incursiones árabes, y el pueblo fue abandonado. Quedan muchas ruinas de castillos medievales tempranos, y también se han conservado los restos del "Gran Muralla Abjasa" de decenas de kilómetros de largo.
En la historia moderna, la población abjasia de Tsebelda fue expulsada al Imperio otomano en la segunda mitad del siglo XIX como parte del Muhayir, y el pueblo volvió a abandonarse. Fue colonizado recientemente por armenios, así como por georgianos, rusos y griegos pónticos. 
Tras la guerra de Abjasia (1992-1993), la gran mayoría de la población abandonó el país y el pueblo quedó casi despoblado. Además, Tsebelda se convirtió en escenario de escaramuzas con los georgianos de Azhara durante los intentos fallidos de los abjasios de conquistar el Valle de Kodori. Se crearon polígonos militares en el territorio del pueblo, y la mayor parte del territorio urbano pronto quedó cubierto de bosques.

## Demografía
La evolución demográfica de Tsebelda entre 1989 y 2011 fue la siguiente:
| 3558                                                | 165 |
| (Fuente: Population of Abkhazia since Soviet times) |     |

La población de Tsebelda ha disminuido en un 95% tras la guerra, en su mayoría por la huida de georgianos y armenios. En el pasado la mayoría de la población eran georgianos y armenios, pero en la actualidad la gran mayoría son armenios (con una minoría de abjasios). 
|              | 2011      | 2011       |
| Grupo étnico | Población | Porcentaje |
| ------------ | --------- | ---------- |
| Georgianos   | 7         | 4,2%       |
| Abjasios     | 3         | 1,8%       |
| Rusos        | 4         | 2,4%       |
| Armenios     | 134       | 81,2%      |
| Griegos      | 17        | 10,3%      |
| Total        | 165       | 100%       |

## Infraestructura

### Arquitectura, monumentos y lugares de interés
En el pueblo están las ruinas de la fortaleza de Tsebelda, fue una de las fortificaciones más importantes de la Georgia medieval y cuyo origen data del siglo VI. 

### Transporte
El pueblo está atravesado por la carrera militar de Sujumi que conecta la costa en Gulripshi con el Valle de Kodori y más allá a través de la Cordillera del Gran Cáucaso con la república rusa de Cherkesia. 